# Hoplopleura distorta
Hoplopleura distorta är en insektsart som beskrevs av Ferris 1921. Hoplopleura distorta ingår i släktet Hoplopleura och familjen gnagarlöss. Inga underarter finns listade i Catalogue of Life.